# Bataille du Bạch Đằng
Pour la bataille de 1288, voir Bataille du Bach Dang (1288).

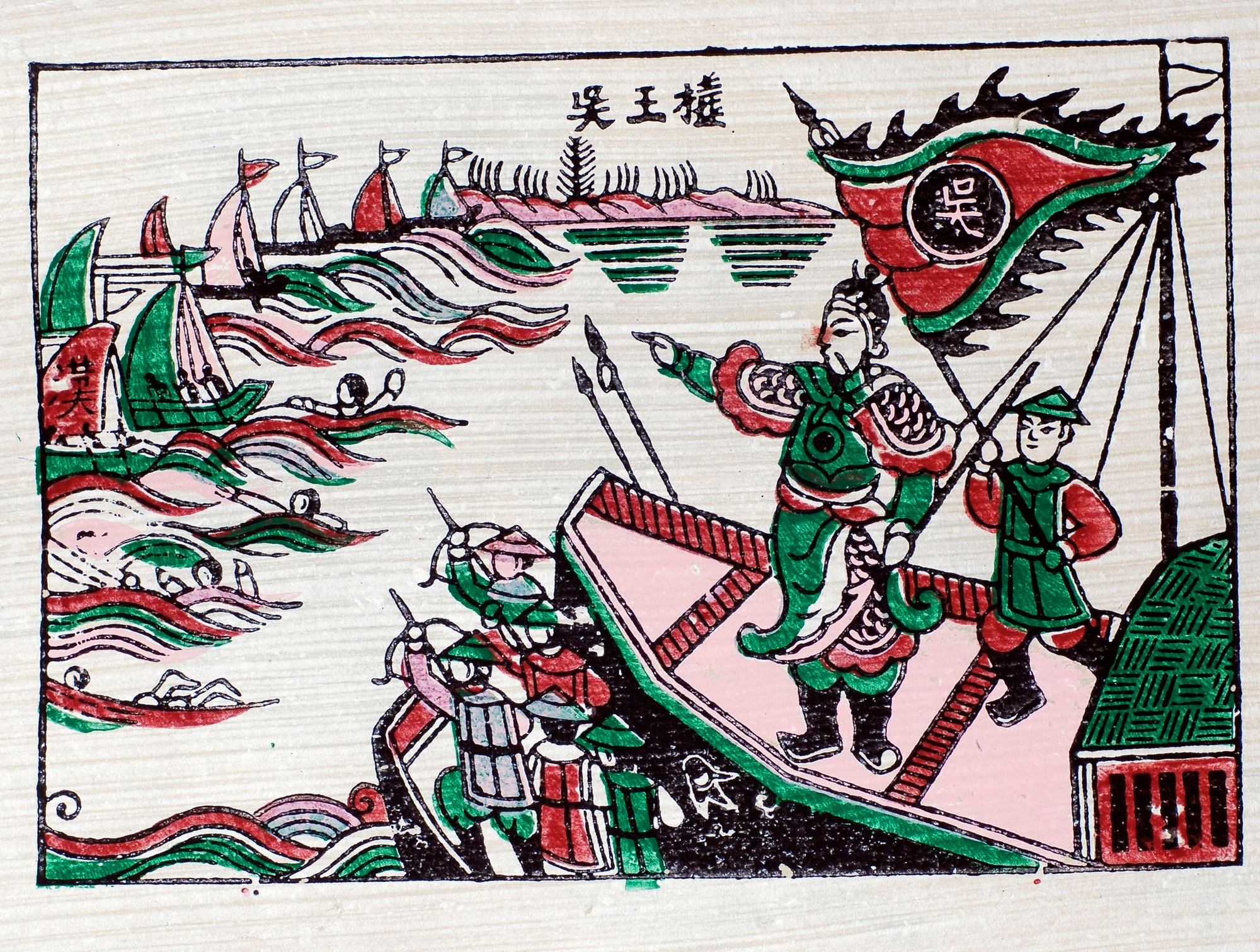
Bataille du Bach Dang

La bataille du Bạch Đằng est une bataille navale qui opposa la Chine et le Viêt Nam en 939.
Le Vietnam remporta cette bataille qui mit fin à 10 siècles d'occupation du Vietnam par la Chine.

## Contexte
Occupé par la Chine depuis 111 av. J.-C., le Tonkin ne constitua plus pendant près de dix siècles que l'une des provinces (appelée Chiao-chi ou Jiaozhi) de son puissant voisin. Vers l'année 902, l'empire Tang s'effondra et s'émietta en plusieurs royaumes. Les Vietnamiens saisirent leur chance et chassèrent le gouverneur chinois tandis qu'un notable, Dương Đình Nghệ, prenait en mains les rênes du pays sans contester toutefois la  suzeraineté de la Chine. Celle-ci accepta de facto une situation d'autonomie qui dura jusqu'en 931, époque à laquelle le gouverneur de Canton, Liu Kung, qui avait fondé le royaume indépendant des Han du Sud, décida de mettre fin aux désirs d'émancipation des Vietnamiens. Cependant, il se heurta  à la résistance victorieuse de Dương Đình Nghệ et dut renoncer à son entreprise. En 937, Dương Đình Nghệ mourut, assassiné par son général Kiều Công Tiễn. Son redoutable ennemi disparu, Liu Kung estima que le moment d'une nouvelle tentative d'asservissement du Việt Nam était venu.

## La bataille navale du Bạch Đằng
Les Han du Sud pénétrèrent au Viêt Nam en 938 ou 939, les sources divergent sur la date exacte. Leur armée était composée d'une force terrestre commandée par Liu Kung et d'une flotte de guerre, confiée à son fils et héritier, Liu Hung-Ts'ao, qu'il avait nommé roi du Chiao-Chi. Le plan de ce dernier était de descendre rapidement le Bạch Đằng, qui est la principale voie de communication fluviale de la région, jusqu'à son embouchure en baie d'Along et de débarquer ses troupes à cet endroit, en plein cœur du territoire ennemi.
Si les Han avaient escompté que le décès de Dương Đình Nghệ obérerait de manière significative les capacités de résistance des Vietnamiens, la suite des événements leur apporta une sévère désillusion, car son gendre, Ngô Quyền, l'un de ses meilleurs généraux et un homme charismatique et compétent, lui avait succédé.
Après avoir châtié son assassin, il organisa activement la défense du pays. Il décida d'éviter tout affrontement avec les troupes de Liu Kung et de concentrer ses forces contre Liu Hung-Ts'ao, dont il avait anticipé les intentions. À cette fin, il installa sa flotte face à l'embouchure du Bạch Đằng et fit planter dans le lit du fleuve des pieux aux pointes recouvertes de métal et dont la  hauteur était légèrement inférieure à celle du niveau de l'eau, à marée haute. Sa stratégie reposait sur la synchronisation parfaite entre l'apparition de la flotte adverse et le mouvement des marées ; elle était donc certes audacieuse mais surtout aléatoire. Elle réussit pourtant au-delà des espérances les plus optimistes. 
Lorsque Hung-Ts'ao et ses navires apparurent, Ngô Quyền les fit harceler à marée haute par des bateaux à fonds plats. Dès le reflux, ils reculèrent vers la mer, entraînant à leur suite les lourds vaisseaux chinois qui s'empêtrèrent dans les pieux qui se révélèrent aussi mortels que des récifs. Immobilisés, leurs coques éventrées, les navires commencèrent à sombrer tandis que le gros de la flotte vietnamienne, qui n'avait pas encore été engagée, se rua à la curée.
Le désastre fut total pour les Chinois. Leur armada fut anéantie, ses équipages noyés ou massacrés.
À l'annonce de la tragédie, Liu Kung arrêta sa progression et retourna en Chine. Le sort de son fils malheureux Hung-Ts'ao est incertain : la plupart des sources affirment qu'il se serait noyé lors de la bataille, mais d'autres prétendent qu'il aurait été capturé.

## Bilan
La bataille du Bạch Đằng mit fin à plus d'un millier d'années d'occupation chinoise. Le général vainqueur, Ngô Quyền se fit proclamer roi et créa la dynastie Ngô.
Première victoire navale vietnamienne, elle marque pour la marine de ce pays le début d'une histoire riche et le plus souvent victorieuse dans les guerres qu'elle eut à soutenir contre les Chinois, les Chams, les Khmers, les Thais ou les Mongols.
Il est par ailleurs à noter qu'en 1288, soit 350 ans plus tard, la flotte d'invasion des Yuan-Mongols sera détruite par le général Trần Hưng Đạo au même endroit et dans des conditions rigoureusement identiques.
Des vestiges des champs de pieux de 938 et 1288 ont été retrouvés par les archéologues et aujourd'hui, les lieux de ces batailles sont aménagés en site touristique.